# 天より高く (宮下あきらの漫画)
『天より高く』（そらよりたかく）は、宮下あきらによる漫画作品。『週刊プレイボーイ』（集英社）にて1995年から2002年まで連載された。単行本は全27巻。

## 概要
『魁!!男塾』と世界観を共有しており、『男塾』のキャラクターが登場する。作風はお色気コメディ路線であり、青年誌連載故に性交シーンも多く描かれ、宮下にしては珍しい女性のヌードが頻繁に登場する作品となった。

## あらすじ
魔界にいる大魔王の息子・ソラは兄・ヨミとの跡目をめぐって対立していた。そんな兄弟に、下界に降りて、ある条件をクリアした者に跡目を継がせると父は言う。その条件とは、「大和撫子を見付けて来い!」。かくして兄との家督相続争いが始まった。

## 主な登場人物

### 魔界
天（ソラ）
本作の主人公。下界に降り大和撫子探しに奔走する。性格は凶暴であり下界に降りて丸くなったが、スケベなとこは変わらなかった。その反面、「女が股を開いてくれれば、両手を合わせありがたく感謝しろ」と容姿年齢関係なく女性を尊敬しており、ある意味には真っ当なフェミニストである（実際に仕事とはいえ、処女の老婆と性交している）。それ故、女性を傷つけたり悲しませる相手には容赦なく怒りを爆発させる。初体験の相手は鬼ババアと呼ばれる好色な妖怪の老婆で、本人曰く無理やり犯されたとのこと。
下界に行くにあたって父の大魔王より、ほとんどの魔力を封じられ「動物の言葉が判る」能力だけを残された。当初は役に立つのか疑問に思っていたが、様々な局面でこの能力に助けられた。しかし原始時代の生物にはこの能力が通じなかった。
人間界では女性専用のラブホテル経営からオリンピックに出場したり、果ては『西遊記』の孫悟空になったり、別の時代に飛ばされたりと脱線しながらも大和撫子探しに奔走する。なお、体格が下界に降りて縮んだが、怪力や身体能力は維持されている。
何らかの形で怒りが爆発すると、普段は消えている角が現れ桁外れの力を発揮する。
ヨミ
ソラの兄で覇権を争うライバル。ソラとは違い下界に降りても体格は変わらず巨漢である。スケベな性格のソラのことをよく思っていない。
下界に降りるさい残された特殊能力は「金を自由に発生させられる」ことであり、その能力を活かしてソラより後継者争いを有利に展開して行く。物語序盤とラストに登場。
大魔王
ヨミとソラの父親。好色は遺伝的なものがあり、妾の数は1000や2000を優に越えているという。魔王の座から退くにあたり、先立たれた妻に代わる新たな嫁として大和撫子を息子たちに探させるために1日（地球の時間では一年に当たる）の期限を与えて下界に送り込んだ。冷酷で非情なためソラから恐れられてはいるが、女性に対する優しさだけは尊敬されており（ソラいわく「女は泣かせない」とのこと）、そのことがソラのどんな女性でも大切にする性格に影響を与えている。
後継者争いの様子を魔界から監視しており、本来の目的を忘れがちなソラに対して怒りを募らせる場面がしばしば存在し、時には何らかの手段で怒りをぶつけることもあった。

### 人間界
金角銀角ブラザーズ
茶トラ模様と白黒模様の野良猫コンビ。ソラが人間界で初めて会話した動物でもある。人間社会のことを全く分からないソラに様々な情報を教え込んだ。大相撲編では豪快丸に襲われた小夜子を仲間の猫たちを引き連れて救出するが、それが最後の出番となった。
豪快丸（ごうかいまる）
大相撲編から登場。漢獄部屋に所属する大相撲大関。ソラ以上のスケベエで穴があれば何でもイチモツを突っ込む。雌の鶏や男と性交したこともあり、ミミズで満たした瓶に突っ込んだこともあった。そのため周囲から「暴力と性欲（あるいは性器）がマワシを着けた男」と呼ばれている。小さい頃から鉄人28号に憧れており、鉄人のように強くなりたいと守護神としていたその形をした貯金箱に毎朝手を合わせる習慣があった。
かつては純情な性格だったが幕内時代に後述の小百合を巡る勝負に敗北したことで、女を性欲の対象としか見なくなる。
菊乃山部屋の一人娘小夜子を巡ってソラと対立していたが、オープントーナメント戦の決勝でソラに敗れ、その後は友情が芽生える。
後に横綱昇進が懸かった本場所で優勝するも、土俵上でのヒーローインタビューで引退を宣言。角界を廃業し（髷は切らず）、ソラと共に江田島宅に居候する。その後はソラ、高松と行動することが多くなり、以前のように暴力的な一面はなりを潜めて気のいい性格になった。西遊記編では猪八戒役であった。実は猫が大の苦手。『曉!!男塾』にも登場した。
後半にソラが飛ばされた時代に彼の祖先と思われる人物が登場する。
高松 友吉（たかまつ ともきち）
麻薬捜査官編から登場。海で遭難していたところを、ソラに助けられた元旧日本軍上等兵。ソラや豪快丸以上にスケベな人物だが、年長者らしい良識のある一面を見せることもある。
潜伏していた島を拠点にしていた麻薬組織を米軍と勘違いしており、戦争がまだ続いていると思い込んでいた。組織が壊滅した当初は島に残って余生を過ごそうとしていた。しかしソラから現代の日本が自身の好きなスケベな物で満ち溢れていると聞いて帰還を決意する。
日本に戻るとまず許嫁であった幸江に会おうとするが、彼女が別の男性と結ばれていたことを知った後はソラ、豪快丸と行動を共にすることが多くなり江田島宅に居候する。西遊記編では沙悟浄役であった。
四ツ目 エミ（よつめ エミ）
ソラが江戸時代に飛ばされた際、偶然墓地を通りかかって拾った女の赤ちゃん・エミ（笑顔が愛らしかったことから、ソラが「エミ」と名付けた）の転生後の姿。
彼がヨミと最終決戦で戦い、劣勢になったと同時に前世の記憶を取り戻しソラに向かって涙を流し「パパー!!」と叫んだ。

### 山崎一族編
山崎キン
娯楽産業の最大手である山崎興業の創業者で一族の頂点に君臨する女性。89歳。
これまでアイドルやスポーツ選手など様々な男性に自身の相手をさせて来たが、誰一人として満足させることはできずトラウマを抱いて去る者が後を絶たなかった。
ソラが人間界で初めて性行為に及んだ女性で、下の階のシャンデリアを落下させるほどの激しい行為の末、25年ぶりの絶頂を迎える。
最初は女の悦びを思い出させたソラに惚れて自身の花婿にしようとしたが、紆余曲折を経て自由に生きることが彼の魅力だと考え結婚を諦め、後述のひ孫カオルが自由に生きることを認めるようになる。
山崎美鈴
キンの孫娘。運営するホストクラブでトラブルを起こしたソラに不思議な魅力を感じたことで、彼なら後述の娘カオルを救えると考えるようになる。
山崎カオル
美鈴の娘。不良グループのリーダーで、母の商売だけでなく男を蔑視する山崎一族のやり方に嫌悪感を持っている。
当初は男のフリをしていたがソラに叩きのめされた際に女であることが発覚する。一族の方針から自身を解放したソラに惚れるようになる。

### 女子校教師編
相良太一（そうらたいち）
大学を卒業したばかりの新人教師。手違いで一ヶ月だけ女子校である聖華野学園に着任することとなっていた。しかし女性恐怖症のためどうすればいいか悩んでいたところをソラと出会い相談の結果、その期間だけ入れ替わることを決意する。
多岐川ミサ
ソラが着任した聖華野学園の創立者であり学長。71歳。
厳格な精神を持っており、学園と生徒を守るためなら自らを危険に晒すことも辞さない。後にソラがデートクラブで起こした騒動が原因で、報復のために学園まで乗り込んで来た暴力団の拷問に屈しそうになった時は、強烈な発言で檄を飛ばしてソラに気合いを入れた。
ソラが本物の教師ではないことに気付いており、別れ際に生徒たちと一緒に教科書にはない大事な物を教えてくれたことに感謝の気持ちを告げた。
西山ヒカル
三年A組の学級委員。着任したばかりのソラに自分の下着を見せて挑発した。水泳の授業では露出の多い水着で現れソラをからかうつもりが思うようにいかず、腹を立ててプールの排水口に沈めようとするが逆に吸い込まれそうになってソラに助けられてしまう。
その際偶然ながら水中での性行為に及んでしまうが、初めての相手だったことからソラに惚れてしまう。
砲丸投げの選手だけあって見た目に反して腕力がありブロック石を軽々と投げ飛ばした。
白鳥麗奈
三年B組の生徒でフェンシング部の主将。成績も優秀でほとんどの生徒の憧れとなっている。
授業中にプールでヒカルと性行為をしたソラを成敗しようとする。ソラの男性器を剣で刺そうとするが、ヒカルから妨害されショックを受ける。
遠山楓
集英組三代目組長。実は学園の卒業生で極道の娘だった自身に対して平等に接してくれた学長への感謝の気持ちを忘れておらず、自ら出向いて騒動を収めようとしたのはその恩義に報いるためでもあった。
子分たちの不始末に責任を取ろうと小指を詰めようとしたが、学長に諭されて思い留まった。
白石
デートクラブの運営を任されたヤクザ。全身に刺青がある。バイトの面接に来たのが聖華野学園の生徒だと知ると、強姦するだけでなくその様子をビデオに撮影して脅迫の道具に使おうとした。
生徒を助けるために店まで乗り込んできたソラに凄惨な暴行を加えるが、あまりの外道な行いに対しソラの怒りを爆発させた結果、彼の本性を目覚めさせてしまう。力を覚醒させたソラに、なす術もなく叩きのめされ全治三ヶ月の重傷を負う。

### ヨミ編
谷崎京子
毎朝テレビで活躍するニュースキャスターで清純派として人気を集めている。同局のプロデューサー大田原龍彦と婚約している。龍彦を殴った上、強引に連れて行こうとしたヨミに嫌悪感と同時に興味を抱く。その後ヨミが滞在するホテルを訪れ、彼に最高の女として相応しいかを試される形で抱かれるが、ヨミ自身ではなく彼の魔力から溢れ出る金の方を求めていたことを見透かされて失望される。一方的に捨てられたことで自身のプライドを傷つけられたことから龍彦が計画していたヨミへの復讐に加担するが、返り討ちにあうような形で世間に醜態を晒しそのショックで意識を失い入院してしまう。
大田原龍彦
毎朝テレビ社長の御曹子で同局プロデューサー。突然現れたヨミに殴り飛ばされた上に婚約者の京子を奪われそうになったことで、彼に強い憎悪を抱くようになる。親の権力とマスコミの力を利用して、ヨミを世界で暗躍するテロリストに仕立て上げて社会的に抹殺しようと目論むが、逆に企みを利用され京子との性行為を世間に晒してしまう。復讐に失敗するだけでなく自身の将来を潰されたことでヨミに対する憎しみは強くなり本格的に息の根を止めようとする。追放されたプロレスラーを使い、ヨミを痛めつけて虫の息になったところでトドメを刺そうとするがここでも彼の罠に嵌り、殺人計画をライバル局に報道され完全な破滅を迎えてしまう。
それでも最後は自らヨミに立ち向かっていったことで、彼から一人の男と認められ「その怒りを忘れるな」と告げられる。
大田原社長
毎朝テレビの社長で龍彦の父。息子には甘い一面がある。交友関係は広く様々な方面に知り合いがいる。その力を活用して龍彦の復讐に手を貸すが結果的に彼の計画はヨミに利用されてしまい、それに振り回されるような形で自身も破滅することになる。
高村
探偵。龍彦がヨミの素性を探るために雇った。ヨミを調査しようとするが逆に脅されて彼に従うこととなる。
龍彦の計画を潰し、逆に大田原親子を追い詰めるため盗撮、盗聴などに長けた裏工作のプロたちを呼び寄せた。
ゴーマン・ダイスキー
大田原親子がヨミを殺すために呼び寄せたプロレスラー。リングの魔王の異名を持ち、対戦相手を殺害して永久追放されていた。
対戦当初はヨミを一方的に痛めつけて追い詰めるが、それは全てヨミの芝居であり、大田原親子が自身を殺害しようとした瞬間をカメラに撮影させるためであった。
最後は目的を果たしたヨミに一撃で殴り殺されてしまう。

### 大相撲編
小夜子
菊乃山親方の一人娘。優しく芯が強い女性で低迷する部屋を支えている。
豪快丸から結婚を迫られているが、暴力的な彼に対し激しい嫌悪感を抱いている。その豪快丸が乗り込んできた際、とっさにソラを自身の婚約者だと言ってしまったため、トーナメントに出場するきっかけを作ってしまう。
大会前に豪快丸に捕まって強姦されそうになったショックでトーナメントはテレビで観戦していたが、決勝で自身を巡って乱闘を始めた際は止めさせるために直接出向いて2人に訴えた。
トーナメントの決勝を機に豪快丸の心にも（スケベな所は相変わらずだが）変化が現れてきたこともあり、大会後は彼に対する意識は変わりつつある模様。取組を終え、満身創痍となった2人を案じて医務室へ行くがソラから別れを告げられ、「やれなかった（関係を持てなかった）が最高の女だと思う」と言われた後、彼が窓から去っていき、「私をひとりにしないでー!!」と泣き叫んでいた。
菊乃山親方
菊乃山部屋の親方。小夜子の父。かつては名門と謳われて来たが関取不在による部屋の低迷と、娘が豪快丸から圧力同然のやり方で結婚を迫られていることに頭を悩ませている。
そういった経緯と暴力的な性格から豪快丸のことを娘同様に激しく嫌っている。彼が所属する部屋の力士たちを叩きのめしたソラに素質を見出し、成り行きからトーナメントに出場するようになってからは大会に向けて自ら厳しい特訓を施す。
ノブオ
漢獄部屋に所属する若手力士。兄弟子である豪快丸の貯金箱を誤って壊してしまい、途方に暮れて首吊り自殺しようとした所を、ソラに助けられた。
部屋に戻った後は、制裁として豪快丸から小夜子に見立てられて犯されてしまう。秋田県出身。
春日海理事長
大相撲協会理事長。上述の山崎キンとは旧知の間柄で、脅される形でソラのトーナメント出場を認める。
顔に似合わず女装の趣味があり、キンとの賭けに負け女装したまま国技館の中を一周させられるが、その際豪快丸に捕まり犯されてしまう。
伝統を重んじるあまりに、破天荒で無名のソラが勝ち進むことを快く思わず様々な手段で妨害した。
それでも相撲に対する情熱は本物であり、決勝でソラと豪快丸による場外乱闘の収拾がつかなくなった際は、現役時代の格好で土俵入りをして、本気でぶつかり合う敢闘精神を認めつつ勝負は土俵の上で行うよう涙ながらに強く訴えた。
大龍峰
大相撲横綱。豪快丸とは同期でかつて後述の小百合を巡って争った間柄。表向きは誠実な人物で周囲からも尊敬されているが、実際には自身の立場を守るためなら卑劣な手段も辞さない性格。ソラからはそのことを見抜かれていたのか器量が小さいと評された。
トーナメントで豪快丸と当たった際は、妻になった小百合を利用して彼を動揺させて追い込むが逆に怒りを買い、横綱の資格も男の資格も無いと言われて土俵の外へ投げ飛ばされた。
小百合
豪快丸がかつて惚れていた女性。本編の二年前、豪快丸の横綱昇進をかけた勝負の前日に訪れ、腹の中には大龍峰の子が宿っているので彼に負けるように懇願して動揺させて豪快丸を敗北させてしまう。
しかし妊娠は嘘であり、既に付き合っていた大龍峰と打ち合わせて豪快丸を負けさせるために仕組んだ芝居だった。敗北を機にそれまで純粋だった豪快丸の女に対する意識が大きく豹変したので、彼の性格を変えた張本人とも言える。
トーナメントにも現れて豪快丸を動揺させるが大龍峰が負けた後、彼に追い回される。

### サラリーマン編
能条鈴香
能条興産の経営者。ヨミが主催したコンテストに参加した女性の中で唯一彼に抱かれるどころか服を脱ぐことすらなかった。結果発表を終えた後、ヨミを金で心を弄ぶエゴイストと評して彼を黙らせてしまう。
これまで多くの縁談を申し込まれて来たが、いずれも断り続けている。本人曰く、理想とするのは自力で頂点まで登ってくるような男。
ソラが試験を突破して入社した後は廃屋ビルのビジネスを持ちかける。その結果のソラの案は女性専用のラブホテル（実態は女性用のソープランド）であった。性交されることはなかったがフェラチオシーンはあった。
ビルの復活に成功した後もソラに大型客船の再活用、出版社の再建など様々なビジネスを任せるようになる。
伊集院ヒロミ
入社試験でソラの競争相手になった男。高学歴でプライドの高い性格。競争に負けただけでなくソラに殴られたことで母親に泣きつき力を借りて、復讐しようとする。しかし自宅に乗り込み銃を向けられても動じなかったソラ（実際には助けに来るはずだった警察犬が、来なかったことから生じた勘違いだったが）を見たことで自身の過ちを認め良くも悪くも性格が変わっていった。
ラブホテル運営でソラと再会した時は、彼に協力した。
木崎
能条興産のビルに勤務する警備員。性格が最悪と言われており、面接を受けに来たソラに対して嫌味な態度で接した。
仕事に対しては誇りを持っているようで、ソラが試験（借り物競争）に合格するため帽子を借りようとした際は怒りを露わにして蹴り飛ばした。養っている家族がいるとのことだが、若い女にかなり飢えているようで、そのことに気付き女装してトイレに誘ってきたソラに騙される形で帽子を取られてしまう。
合格発表の際、トイレでの行為が原因で一度は解雇を告げられるが、ソラが庇ったこともあって後述の森山と供に解雇は取り消された。ソラの合格が告げられた時は一緒になって喜んだ。
森山
能条興産総務課のお局。かなり厳しい性格をしており、借り物競争のために自身のブラジャーを金で譲ってもらおうとした伊集院に対して金的を食らわせた。その後手段を変更した伊集院からトイレに誘われ性行為に及んでブラジャーを渡した。
合格発表の場で上述の木崎と同様に、トイレでの行為が原因で解雇を告げられるが最終的に取り消された。
初登場時は老け顔だったが性行為の場面以降は若い顔に変わっていった。

### 民明書房編
末森良子
大人気のアイドル。所属事務所の意に反し、ソラが創刊した、週刊誌『週刊SORA』で、ソラと「ハメ撮り」ヘアヌードを撮影。
ムサシ
伝説の人気漫画家だが、ある理由から執筆しておらず無銭飲食をするまでに落ちぶれていた。
紆余曲折を経て意欲を取り戻し『週刊SORA』で、ついに漫画家復帰した。

### 男塾関係者
江田島平八
男塾塾長。詳しい経歴は本人の項を参照。ソラとは対極的な日本の愛国主義者でぶつかりながらもソラには期待している。ソラに「あんたの考えは危険過ぎる」と諭される一幕もあった。オリンピックにおいて日本が金メダルを獲れないことを遺憾に思い、大相撲トーナメントで優勝を果たしたソラを呼び出して出場させる。
ソラがオリンピックに出場している間に命を落とすが、帰国後の葬儀中にソラが金メダルを持って駆けつけると再び息を吹き返した。当初は病魔の影響でまともに歩くことも困難なほどに衰弱していたが、復活後は塾長だった頃と変わらない覇気と豪快さを取り戻した。
西遊記編では終盤に身体を金龍大王に乗っ取られ圧倒的な力でソラたちを追い詰めていくが、ソラの性器から外れた断煩環を頭に着けられたことで身体の中の金龍大王が逃げ出し解放された。
当初はソラから危険な男のように思われていたが、物語が進むにつれ絆が強くなり親子に近い間柄になっていった。
また物語の後半は江田島そっくりな人物があらゆる時代に登場する。
剣桃太郎
元一号生筆頭の塾生で本作では日本の総理大臣までに登りつめている。江田島の「男塾の卒業生は、あらゆる分野でこの国（日本）の舵を取り、中心となっていく」という言葉は実現された。麻薬捜査官編ではソラを見込んでその一員に任命する。
カジノ船編では謀略で危うく政治生命だけでなく命の危機に晒されるが、ソラたちの活躍で窮地を脱した。
家族構成については、『曉!!男塾』を参照。
富樫源次
元塾生で本作では江田島の秘書兼ボディガード。病床にいる江田島に代わり、何かとソラの世話をやく。
虎丸龍次
元塾生で現在は虎丸ファイナンスの会長。会長室で女性秘書にフェラチオさせるなど、学生時代と違って性欲も増している。
J（ジェイ）
元塾生でアメリカからの留学生であった。本作では米海軍第七艦隊司令官。江田島と同じく「親（子供）の喧嘩には全力で味方する」と江田島の援軍に第七艦隊を全軍連れて現れた。
松尾鯛雄
元塾生で本作ではホテル王になっている。
同窓会パーティーは彼の経営するホテルで行われた。
田沢慎一郎
元塾生で本作ではゼネコン業界のトップとなっている。
極小路秀麻呂
元塾生で本作では苗字が綾小路（あやのこうじ）に変わり、コンピュータ会社の社長になっている。
伊達臣人
元塾生で本作では関東最大の暴力団の会長として君臨している。和服を着用。元三号生の卍丸に電話口で命令している様子が描かれていたため、卍丸は組員である模様。
往年の強さは健在で、麻薬捜査官編では槍一本で組織から送り込まれた戦車を打ち破った。
三面拳
伊達が組織していた関東豪学連の元メンバーで伊達と共に男塾に編入された人物たち。飛燕のみ医者として全日本青年医師会の会長を務めていることが明かされており、組織の罠で重症を負った富樫や虎丸たちを治療して命を救った。
雷電、月光に関しては本作での職業は不明。男塾の同窓会パーティに参加していた。
赤石剛次
元二号生筆頭の塾生で本作では民族派系政治結社の会長として登場。
大豪院邪鬼
『魁!!男塾』では死亡したことになっていたが、本作では存命。元三号生筆頭の塾生で本作では防衛庁長官として登場。
※その他、卍丸、センクウなどの三号生も同窓会パーティには参加していたが、本作での詳しい動向は不明。

### 西遊記編
三蔵法師
中性的な顔立ちをした性別不明な人物。西遊記編でソラたちと旅をする。理知的な顔立ちと対照的でかなりいい加減な結果オーライ主義。スポーツカーを乗り回す場面があり、ソラたちを驚かせるが「坊主丸儲けです」と平然としている。結末で「沙悟浄のあくなき性欲が悪を打倒したのです」などと、その場しのぎ発言をするので、ソラたちからも呆れられている。その正体は阿弥陀如来像で、西遊記編のストーリーは像が見せた夢とうかがわせる形で締めくくられた。
金龍大王
闇社会の首領。ソラの性器に装着された断煩環を狙って次々と刺客を送り込む。普段は老人の姿をしており温厚な口調で話すが、失敗を繰り返した部下に対しては凶悪な本性を現して食い殺してしまう残酷さを持つ。
その正体は三千年以上の時を生きた肉体を持たない龍の形をした精神エネルギーの怪物だった。西遊記編の終盤で江田島平八に取り憑いてソラたちを追い詰めるが、乗っ取っていた江田島の頭に断煩環を装着されると、その断煩環が自身の邪念に反応して締め付け出したことで苦痛に耐え切れなくなり、肉体を捨てて逃亡しようとするが秘宝の瓢箪に封じ込められた。
鉄扇山
様々な顔に変化する術を持つ男。本来の顔は無いと自称しており変装を解いている時は影がかかったような顔をしている。医師に化け手術するふりをして断煩環を奪おうとするが返り討ち遭う。この時ソラと同じ顔に変えていたため、彼と同行していた豪快丸たちが騒動を起こした店の女たちに仲間と間違えられて袋叩きにされる。
銀龍大王
金龍の弟。渤海湖の中に立つ竜宮城を支配しており、兄とは三百年以上会っていなかったとのこと。普段は口元を隠した美青年の姿をしている。正体は巨大な蛸の姿をした怪物。顔に包茎の男性器があり本人はそれを強く気にしている。最後は崩壊した竜宮城の下敷きとなって命を落とす。
仙人
ギター狂いの仙人。ジミ・ヘンドリックスに変身して演奏するのだが、演奏を貶されるとギターで殴り倒す乱暴者。
パンダ親子
子供を苛めると「父ちゃん」と絶叫し親を呼ぶ。元々、夢落ち的な西遊記編だけに、かなり人間臭い性格である。